# Sharïngol
Sharïngol (mongoliska: Шарынгол Сум, Шарынгол, Sharïngol Sum) är ett distrikt i Mongoliet.   Det ligger i provinsen Darchan-Uul Ajmag, i den centrala delen av landet, 150 km norr om huvudstaden Ulaanbaatar.